# Látens osztályelemzés
A látens osztálymodell (Latent Class Model-LOM) egy heterogén populációból, homogén alcsoportokat képez, meghatározott változók mentén. Ez a látensváltozó modellek egyik típusa, és azért nevezik látens osztálymodellnek, mert a látensváltozó diszkrét. Egy osztályt a feltételes valószínűségek mintázata jellemez, ami azt írja le, hogy a változók mekkora eséllyel vesznek fel egy bizonyos értéket (pl.: mekkora eséllyel következik be A esemény, ha azt tudjuk, hogy B esemény már bekövetkezett). A csoportok egymást kölcsönösen kizárják, azaz, ha a vizsgált minta megfigyelési egységei személyek, egy személy csak egy csoportnak lehet a tagja. Azon változókat, melyek mentén a csoportosítás történik, indikátor váltózóknak nevezzük.

## Látens osztályelemzés (Latent Class Analysis-LOE)
A látens osztályelemzés a strukturális egyenletmodellezés egy alcsoportja, amelyet arra használnak, hogy többváltozós kategorikus adatokban csoportokat vagy altípusokat találjanak. Ezeket az altípusokat "látensosztályoknak" nevezik.  A finite mixture modellek és a személyközpontú eljárások közé sorolják (hasonlóan a Klaszteranalízishez), mivel a célja a vizsgálatban résztvevők csoportosítása (a faktorelemzést például a változó központú elemzések közé sorolják, mert a célja a tételek és nem a személyek csoportosítása). A személyközpontú szót azért használják, mert közkedvelt módszer a társadalomtudományokban, azonban ez nem jelenti azt, hogy csak emberek csoportosítására lehet alkalmazni.

## Példák
Az alábbi helyzetekkel szembesülve egy kutató az adatok megértéséhez az LOE alkalmazását választhatja: Képzeljük el, hogy a-d tüneteket mértek egy sor X, Y és Z betegségben szenvedő betegnél, és hogy az X betegség az a, b és c tünetek jelenlétével, az Y betegség a b, c és d tünetekkel, a Z betegség pedig az a, c és d tünetekkel jár együtt.
Az LOE megpróbálja felderíteni a látens osztályok (a betegség entitások) jelenlétét, amelyek a tünetekben asszociációs mintázatokat hoznak létre. A faktorelemzéshez hasonlóan az LOE is használható az esetek osztályozására a maximum likelihood (magyarul: legnagyobb valószínűség) osztálytagságuk szerint.
Egy további gyakorlati példaként a változók lehetnek egy politikai kérdőív feleletválasztós kérdései. Az adatok ebben az esetben egy N-utas kontingenciatáblázatból állnak, amely a válaszadók egy részének a tételekre adott válaszait tartalmazza. Ebben a példában a látens változó a politikai véleményre, a látens osztályok pedig a politikai csoportokra vonatkoznak. A csoporthoz tartozást tekintve a feltételes valószínűségek megadják, hogy bizonyos válaszok milyen eséllyel kerülnek kiválasztásra.
Utóbbi illusztrálására Lazarsfeld, a módszer egyik megalkotója, egy mesterséges példát mutatott be, a gazdasági intervencionizmus (economic interventionism- innentől -Gi.) általános mértékével és három, egyenként 36 fős csoporttal, amelyek a tagok Gi-vel kapcsolatos egyetértésük szintjében különböznek. A három csoport: alacsony-; közepes-; magas Gi-szint. A hipotetikus helyzetben azt a konkrét témát vizsgálja, hogy szükséges-e a bankok és a bányák államosítása a megkérdezettek szerint, amit egy 2x2-es kontingencia táblázatban ábrázol és három kulcsfontosságú megfigyelésre mutat rá: 
- a) Gi általános szintjének növekedésével, mindkét mutató esetében nő a valószínűsége annak, hogy a megkérdezett igennel felel, arra vonatkozóan, szerinte szükséges-e államosítani az adott ágazatot.
- b) az egyes csoportokon belül a két mutató nem függ össze, és
- c) az Gi növekedésével együtt nő a mindkét kérdésre igennel felelő személyek aránya.

Az elemzés ezután egyesíti a három csoportot, és kimutatja, hogy bár az alcsoportokon belül a mutatók nem függtek össze, a teljes mintában kapcsolat mutatkozik. Ezt vizsgálva a pozitív válaszok száma megnövekszik, ami erősebb kapcsolatot eredményez a két kérdés között.Mivel az LOE megfelelő kivitelezésének kritériuma olyan látens osztályok elérése, amelyeken belül az egyik tünetnek/ álláspontnak már nincs kapcsolata a másikkal (mert az osztály az a betegség, vagy politikai beállítódás, amely a kapcsolatukat okozza), és a betegek betegségeinek, vagy a politikai témában megkérdezettek véleményének csoportja (vagy az az osztály, amelynek egy eset tagja) okozza a kapcsolatot, a tünetek vagy vélemények "feltételesen függetlenek" lesznek, azaz az osztályhoz tartozás függvényében már nem kapcsolódnak egymáshoz.

## Modell
Az egyes látens osztályokon belül a megfigyelt változók statisztikailag függetlenek. Ez egy fontos szempont. Általában a megfigyelt változók statisztikailag függőek. A látens változó bevezetésével a függetlenség helyreáll abban az értelemben, hogy az osztályokon belül a változók függetlenek (helyi függetlenség). Ekkor azt mondjuk, hogy a megfigyelt változók közötti kapcsolatot a látens változó osztályai magyarázzák.
Egyik formájában a látens osztályos modell a következőképpen írható le:
{\displaystyle p_{i_{1},i_{2},\ldots ,i_{N}}\approx \sum _{t}^{T}p_{t}\,\prod _{n}^{N}p_{i_{n},t}^{n},}
Ahol {\displaystyle T} a látens osztályok száma {\displaystyle p_{t}} pedig az úgynevezett toborzási vagy feltétel nélküli valószínűségek, amelyeknek összegüknek egynek kell lennie. {\displaystyle p_{i_{n},t}^{n}} a marginális vagy feltételes valószínűségek.
Kétirányú látens osztály modell esetén a forma a következő:
{\displaystyle p_{ij}\approx \sum _{t}^{T}p_{t}\,p_{it}\,p_{jt}.}
Ez a kétirányú modell a valószínűségi látens szemantikai elemzéssel és a nemnegatív mátrix faktorizációval áll kapcsolatban.
Az LOE-ben használt valószínűségi modell szorosan kapcsolódik a Naív Bayes osztályozóhoz. A fő különbség az, hogy az LOE-ben az egyén osztályhoz tartozása egy látens változó, míg a Naive Bayes osztályozóban az osztályhoz tartozás egy megfigyelt címke.

## Az LOE limitációi
Az ideális csoportbasorolás az LOE esetében nem biztosított, továbbá, mivel a besorolás alapja probabilisztikus, a csoport tagjainak százalékos eloszlása nem határozható meg pontosan. Ezen felül, mivel a csoportok elnevezése önkényesen történik,  megeshet, hogy a csoportok nem megfelelő névvel lesznek ellátva, illetőleg az is előfordulhat, hogy míg az illeszkedési mutatók alapján n- számú csoport meghatározása lenne a legmegfelelőbb, a jelenség vonatkozásában értelmesebb lenne több, vagy kevesebb csoport meghatározása.

## Kapcsolódó módszerek
Számos különböző nevű és felhasználású módszer létezik, amelyeknek közös a kapcsolatuk. A klaszterelemzést az LOE-hez hasonlóan arra használják, hogy az adatokban taxonszerű esetcsoportokat fedezzenek fel. A többváltozós keverékbecslés (MME) folytonos adatokra alkalmazható, és feltételezi, hogy az ilyen adatok eloszlások keverékéből származnak: képzeljük el a férfiak és nők keverékéből származó magasságok halmazát. Ha a többváltozós keverékbecslést úgy korlátozzuk, hogy az egyes eloszlásokon belül a méréseknek korrelációmentesnek kell lenniük, akkor azt látens profilelemzésnek nevezzük. A diszkrét adatok kezelésére módosítva ezt a korlátozott elemzést LOE-nek nevezik. A diszkrét látens tulajdonságmodellek tovább korlátozzák az osztályokat, hogy azok egyetlen dimenzió szegmenseiből alakuljanak ki: lényegében a tagokat az adott dimenzió szerinti osztályokba sorolják: példa erre az esetek társadalmi osztályokba sorolása a képesség vagy az érdem dimenziója alapján.

## Alkalmazási területek
Az LOE számos területen alkalmazható, ilyenek például: kollaboratív szűrés, viselkedésgenetika és diagnosztikai tesztek értékelése. Manapság egyre nagyobb népszerűségnek örvend a társadalom tudományok területein.

## Fordítás
Ez a szócikk részben vagy egészben  a   Latent class model című angol Wikipédia-szócikk fordításán alapul.  Az eredeti cikk szerkesztőit annak laptörténete sorolja fel. Ez a jelzés csupán a megfogalmazás eredetét és a szerzői jogokat jelzi, nem szolgál a cikkben szereplő információk forrásmegjelöléseként.